# Рашент, Мартин
Мартин Рашент (Martin Rushent; 3 января 1948 — 4 июня 2011) — английский музыкант, звукоинженер, диск-жокей, один из ведущих продюсеров эпохи глэм-рока, панк-рока и новой волны.
В музыкальный бизнес Рашент вошёл в начале 1970-х годов — сначала в качестве звукоинженера (сотрудничая с T.Rex, Дэвидом Эссексом, Yes), затем — как продюсер пластинок The Buzzcocks, Generation X, XTC, The Stranglers.
В начале 1980-х годов Рашент, образовав собственный лейбл Genetic Records, куда вознамерился привлечь таких исполнителей, как Visage, Ultravox и Spandau Ballet, однако юридические проблемы помешали реализации этого проекта. 250 тысяч фунтов стерлингов, вложенные им в создание сверхоснащенной студии звукозаписи у себя дома в Беркшире начали окупаться лишь после выхода дебютного сингла Homosapien Пита Шелли (экс-The Buzzcocks), за которым последовал альбом того же названия.
Триумфом Рашента-продюсера считается альбом Human League Dare. В 1982 году он стал обладателем Brit Award как лучший британский продюсер.
Записав ещё несколько пластинок (в том числе для Altered Images, The Go-Go's и Ширли Бэсси), Рашент отошёл от дел и вернулся на поп-сцену вновь лишь в начале 1990-х годов, когда на некоторое время стал активным участником рэйв-движения и организатором Gush Party на аэродроме неподалёку от Ньюбери (в Беркшире).
Продюсерскую деятельность Рашент возобновил с Хэйзел О’Коннор (альбом Hidden Heart), после чего занялся музыкой (в основном, танцевальной) уже в качестве музыканта и исполнителя, с женой Кери.